# Johan V av Bretagne

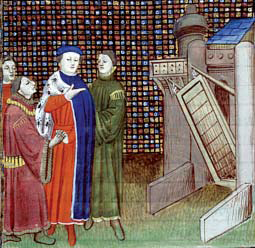
Hertig Johan med sina rådgivare.

Johan V (bretonska Yann V, franska Jean IV) , född 1339, död 1 november 1399, var hertig av Bretagne (bestritt av huset Blois fram till 1365) och greve av Montfort från 1345 fram till sin död. Han var son till Johan IV av Montfort och Johanna av Flandern.

## Biografi
Den första delen av hans styre präglades av bretonska tronföljdskriget, där han med hjälp av den engelska kronan slogs mot sin kusin Johanna av Penthièvre och dennes man Karl av Blois. 1364 vann Johan V en viktig seger med hjälp av den engelska armén mot huset Blois under slaget vid Auray. Johans rival Karl av Blois dödas under slaget och Johanna tvingas till att skriva under ett fredsavtal den 12 april 1365 där hon ger upp sina anspråk på Bretagne samt erkänna Johan V som hertig av området. 
Överraskande så utropar sig Johan V som vasall till Karl V av Frankrike, och inte Edvard III av England som hade hjälpt honom till segern i kriget.